# Kanton Châteauneuf-sur-Loire
Kanton Châteauneuf-sur-Loire is een kanton van het Franse departement Loiret. Het kanton maakt deel uit van het arrondissement Orléans.

## Gemeenten
Het kanton Châteauneuf-sur-Loire omvatte tot 2014 de volgende 12 gemeenten:
- Bouzy-la-Forêt
- Châtenoy
- Châteauneuf-sur-Loire (hoofdplaats)
- Combreux
- Fay-aux-Loges
- Germigny-des-Prés
- Saint-Aignan-des-Gués
- Saint-Denis-de-l'Hôtel
- Saint-Martin-d'Abbat
- Seichebrières
- Sury-aux-Bois
- Vitry-aux-Loges

Na de herindeling van de kantons door het decreet van 25 februari 2014 met uitwerking op 22 maart 2015 omvat het de volgende 14 gemeenten :
- Bouzy-la-Forêt
- Châteauneuf-sur-Loire
- Combreux
- Darvoy
- Donnery
- Fay-aux-Loges
- Ingrannes
- Jargeau
- Saint-Denis-de-l'Hôtel
- Saint-Martin-d'Abbat
- Seichebrières
- Sully-la-Chapelle
- Sury-aux-Bois
- Vitry-aux-Loges